# Вьейвиль, Франсуа де Сепо
Франсуа де Сепо, граф де Дюрталь, сеньор де Вьейвиль (фр. François de Scepeaux, comte de Duretal, sieur de Vielleville; 1509 — 30 ноября 1571) — французский военный деятель, маршал Франции (1562).

## Участие в войнах
Во время Итальянский войн участвовал в битве при Павии (1525) и Мельфе, а также в морском сражении у Неаполя (1528).
Во время Религиозных войн во Франции участвовал в осаде занятого англичанами Гавра (1563) и осаде Сен-Жан-д’Анжели (1569).

## Семья
Отец: Рене де Сепо, сеньор де Вьейвиль
Мать: Маргарита де Ла Жэлль
Жена: Рене Ле Ру